# 因兴霍芬
因兴霍芬是德国巴伐利亚州的一个市镇。总面积27.55平方公里，总人口2499人，其中男性1268人，女性1231人（2011年12月31日），人口密度91人/平方公里。